# Discobolivina
Discobolivina es un género de foraminífero bentónico considerado un sinónimo posterior de Patellina de la subfamilia Patellininae, de la familia Patellinidae, suborden Spirillinina y del orden Robertinida. Su especie tipo era Patellina corrugata. Su rango cronoestratigráfico abarcaba el Holoceno.

## Clasificación
Discobolivina incluía a las siguientes especies
- Discobolivina carinata
- Discobolivina corrugata
- Discobolivina elongata
- Discobolivina nitida
- Discobolivina paleocenica